# Auctorem Fidei
Auctorem Fidei és una butlla del papa Pius VI promulgada el 28 d'agost de 1794 mitjançant la qual condemna 85 proposicions del Sínode de Pistoia que havia adoptat les doctrines del jansenisme i del gal·licanisme. El nom fa referència a les primeres paraules del document en llatí, que en català vol dir «l'autor de la fe».

## El Sínode de Pistoia
El bisbe de Pistoia, Scipione de'Ricci, convocà el 1786 amb el patrocini del Gran Duc de Toscana Leopoldo, un sínode de bisbes a la seva diòcesi, amb la finalitat de preparar el terreny per a un Consell Nacional i una reforma de l'Església Toscana.
L'ideal dels bisbes, reunits a Pistoia, era restaurar la llibertat dels sínodes diocesans, respecte de Roma, purgar els missals i breviaris de les llegendes, la independència jurisdiccional dels bisbes del Papa, l'eliminació d'alguns privilegis als ordes monàstics i una major educació del clergat. Clares idees que esposaven els principals plantejaments del jansenisme, sobretot el tema de la independència dels bisbes.

## Contingut
El 28 d'agost del 1794 el papa Pius VI va promulgar una butlla en què defensà la tradició de l'Església i l'autoritat del Summe Pontífex, condemnant el Sínode de Pistoia, en especial 85 proposicions.
Entre els errors condemnats cal destacar-ne els següents: la proposició que afirma que en els darrers temps hi ha hagut un enfosquiment de les veritats de l'Església, la que estableix que el poder del Romà Pontífex no li ve de Déu sinó de l'Església i la que estableix que l'autoritat dels bisbes en llurs respectives jurisdiccions és independent de la del Papa, àdhuc en casos de moral i costums.

## Conseqüències

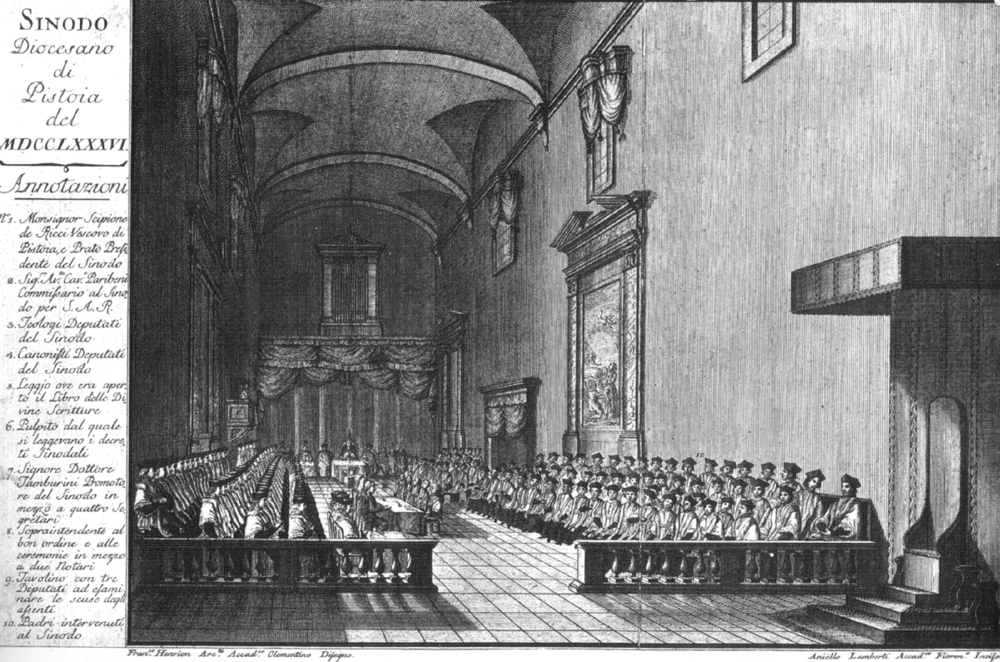
Gravat de 1786 en què representa el sínode diocesà de Pistoia.

Per una banda els pensadors del jansenisme foren condemnats mitjançant butlles particulars, però el gran cop, que pràcticament acabà amb el mateix sínode el donà Pius VI amb la promulgació d'aquesta butlla.
D'altra banda, el bisbe Scipione de'Ricci, qui havia convocat el sínode a la seva diòcesi i després d'un període de fuita fins al 1799, signà la seva adhesió completa i pública a la ciutat de Florència, tant a les butlles de condemna contra Cornelius Jansen i Pasquier Quesnel, com a l'encíclica Auctorem fidei, romanent fidel a la doctrina catòlica fins a la seva mort. La retractació de Scipione es pot apreciar en l'edició bilingüe de la butlla de Mayorca de 1814.
El text ha estat citat en diversos documents pontificis amb la intenció de defensar l'ortodòxia doctrinal. Especialment quan en els segles xix i xx els papes combateren fortament contra els errors doctrinals del modernisme i del catolicisme liberal, amb les encícliques Indulgentiarum Doctrina, Quo Graviora, Mysterium Fidei i Pascendi Dominici Gregis.